# Yevgenia Ginzburg

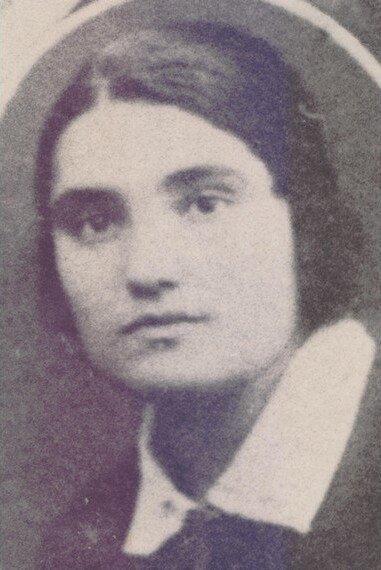
Yevgenia Ginzburg em meados de 1920

Evgenia Solomonovna Ginzburg (20 de dezembro de 1904 - 25 de maio de 1977) ( em russo:  Евге́ния Соломо́новна Ги́нзбург ) foi uma escritora soviética que cumpriu uma sentença de 18 anos no Gulag . Seu nome  é frequentemente latinizado para Eugenia.

## Família e início de carreira
Nascida em Moscou, seus pais eram Solomon Natanovich Ginzburg (um farmacêutico judeu ) e Revekka Markovna Ginzburg. A família se mudou para Kazan em 1909.
Em 1920, ela começou a estudar ciências sociais na Kazan State University, depois mudando para pedagogia . Ela trabalhou como professora de rabfak (рабфак, рабочий факультет, corpo docente dos trabalhadores). Em abril de 1934, Ginzburg foi oficialmente confirmada como docente, especializada na história do Partido Comunista All-Union. Pouco depois, em 25 de maio, foi nomeada chefe do novo departamento de história do leninismo. No outono de 1935, ela foi forçada a deixar a universidade.
Ela se casou com o médico Dmitriy Fedorov, com quem teve um filho, Alexei Fedorov, nascido em 1926. Ele morreu em 1941 durante o cerco de Leningrado . Por volta de 1930, ela se casou com Pavel Aksyonov, prefeito (председатель горсовета) de Kazan e membro do Comitê Executivo Central (ЦИК) da URSS. Seu filho desse casamento, Vasily Aksyonov, nascido em 1932, tornou-se um escritor conhecido. Depois de se tornar membro do Partido Comunista, Ginzburg continuou sua carreira como educadora, jornalista e administradora.

## Perseguição
Após o assassinato do político Sergei Mironovich Kirov em 1º de dezembro de 1934, Ginzburg, como muitos comunistas (veja o Grande Expurgo ), foi acusada de participar de um "grupo trotskista contra-revolucionário" liderado pelo professor Nikolay Naumovich Elvov e concentrado no conselho editorial do jornal Krasnaya Tatariia (Red Tataria) onde trabalhava. Depois de uma longa luta para manter sua carteira partidária, ela foi expulsa do partido, excluída oficialmente em 8 de fevereiro de 1937. Em 15 de fevereiro de 1937, ela foi presa, acusada de participar de atividades contra-revolucionárias no grupo de El'vov e ocultar essas atividades. Por ser membro do partido durante essa suposta atividade, ela também foi acusada de "jogar um jogo duplo". Desde o dia de sua prisão, e ao contrário da maioria das pessoas ao seu redor, ela negou veementemente as acusações do NKVD e nunca aceitou qualquer papel na suposta "organização trotskista contra-revolucionária". Conforme registrado em seu interrogatório inicial, quando perguntada se ela reconhecia sua culpa, ela respondeu: "Eu não reconheço isso. Não me engajei em nenhuma luta trotskista com o partido. Não fui membro de uma organização trotskista contrarrevolucionária." '
Seus pais também foram presos, mas libertados dois meses depois. Seu marido foi preso em julho e condenado a 15 anos de “ trabalho corretivo ” e seus bens confiscados de acordo com os Artigos 58-7 e 11 do Código Penal RSFSR .

### Julgamento
Em 1º de agosto de 1937, embora Ginzburg ainda não reconhecesse sua suposta culpa (apesar dos repetidos e impiedosos interrogatórios do NKVD), uma reunião fechada do Colégio Militar da Suprema Corte da URSS (em Moscou) condenou-a a 10 anos de prisão com privação de direitos políticos por cinco anos e confisco de seus bens pessoais. A sentença foi declarada definitiva, sem possibilidade de recurso. Ginzburg escreveu mais tarde em uma carta ao presidente do Presidium do Soviete Supremo da URSS que todo o seu "julgamento" durou sete minutos, incluindo o questionamento e a leitura do julgamento: "Meus juízes estavam com tanta pressa que não responderam a nenhuma das minhas perguntas e declarações." . Em um dos capítulos mais reveladores de sua autobiografia, Ginzburg expressou grande alívio ao saber da sentença, pois temia até aquele momento ser condenada à morte.

### Prisão e exílio
Yevgenia experimentou em primeira mão as infames prisões de Lefortovo e Butyrka em Moscou, e o Yaroslavl "Korovniki". Ela cruzou a URSS em um trem-prisão para Vladivostok e foi colocada no porão do navio Jurma (Джурма) cujo destino era Magadan . Lá ela trabalhou em um hospital de campo, mas logo foi enviada para os campos inóspitos do vale de Kolyma, onde foi designada para os chamados "trabalhos comuns" e rapidamente se tornou uma dokhodyaga emaciada ("perdida"). Um médico alemão da Criméia, Anton Walter, provavelmente salvou sua vida ao recomendá-la para um cargo de enfermeira em Taskan ; eles eventualmente se casaram. Anton havia sido deportado por causa de sua ascendência alemã. Em fevereiro de 1949, Ginzburg foi libertado do sistema Gulag, mas recebeu ordens de permanecer na cidade de Magadan por mais cinco anos. Ela conseguiu um emprego em um jardim de infância e começou a escrever suas memórias em segredo. Em outubro de 1949, ela foi presa novamente e exilada na região de Krasnoyarsk, mas (a pedido dela) seu destino foi mudado para Kolyma no último minuto. Nenhuma razão foi dada para esta segunda prisão e exílio. Após a conversão de seu status de detida para exilada, ela poderia se casar com Walter. O casal adotou uma menina órfã detida, Antonina, mais tarde atriz (Antonina Pavlovna Aksyonova).

## Reabilitação e vida posterior
Após a morte de Joseph Stalin em 1953 e após os repetidos e vigorosos apelos de Ginzburg a várias autoridades para que seu caso fosse reconsiderado, ela foi libertada do exílio (em 25 de junho de 1955) e teve permissão para retornar a Moscou. Ela foi reabilitada em 1955.
Ela voltou para Moscou, trabalhou como repórter e continuou seu trabalho em sua magnum opus, seu livro de memórias Journey into the Whirlwind (título em inglês). Após a morte do marido em 1959, Yevgenia terminou o livro em 1967, mas não conseguiu publicá-lo na URSS. O manuscrito foi então contrabandeado para o exterior e publicado em 1967 por Mondadori em Milão e Possev em Frankfurt am Main ; desde então foi traduzido para muitas línguas. Eventualmente, seu livro de memórias foi dividido em duas partes, cujos títulos russos são "Krutoi marshrut I" e "Krutoi marshrut II" - "Rota Dura" ou "Rota íngreme". Ela morreu em Moscou, aos 72 anos.

## Filme
Um filme biográfico de Ginzburg, intitulado Within the Whirlwind, foi filmado pela diretora Marleen Gorris em 2008. O filme apresenta a atriz Emily Watson como Yevgenia Ginzburg, com Pam Ferris e Ben Miller em outros papéis. Foi lançado em 2010.